# Хуго Пажур
Хуго Пажур, (Загреб, 8. марта 1900 – Загреб, 12. мај 1985) био је југословенски фудбалер и репрезентативац.

## Биографија
Рођен је 8. марта 1900. као син Оскара и Хане (рођ. Schönwald). Отац је поријеклом из села Пажуровец испод Иваншчице, а мајка је рођена у јеврејској породици у мјесту Керменд у Мађарској. Имао је два брата Отокара и Алфонса и сестру Теу. Гимназију је завршио у Загребу. У међуратном периоду радио је у загребачком представништву предузећа за међународну шпедицију „Интерконтинентал“ чије је сједиште било у Лондону. Био је ожењен са Вером (рођено Милер) са којом је имао једног сина.
Фудбалом се почео бавити као јуниор ХШК Конкордија. За први тим Конкордије наступао је од 1919. до 1925. као играч у средњем реду. Са братом Алфонсом чинио је један од првих братских тандема хрватског и југословенског фудбала. За репрезентацију Југославије наступио је два пута. Дебитовао је 3. јуна 1923. у Кракову против Пољске (2:1), а другу утакмицу је 28. октобра 1923. у Прагу против Чехословачке (4:4). За репрезентацију Загребачког ногометног подсавеза наступио је 8 пута (1922-1923). Заједно са братом дебитовао је 9. априла 1922. у Грацу. Задњу утакмицу одиграо је 11. јуна 1923. у Букурешту. Након завршетка фудбалске каријере 1925. посветио се тенису, такође као члан Конкордије. Након успостављања НДХ Гестапо га је оптужио да је британски шпијун па је 1942. преко Делница избјегао у Љубљану, а затим у Милано и Швајцарску гдје су били у избјегличком логору. Након завршетка рата са породицом се вратио у Загреб. До пензионисања је радио као водитељ рачуноводства у Загребу.